# Battiferro
Battiferro è una frazione del comune di Terni (TR), posta a 649 m s.l.m..
Secondo i dati del censimento Istat del 2001, il paese è abitato da 21 residenti.
Il paese si affaccia su quella che viene definita Valserra e si trova lungo la strada di mezzacosta che dalla valle sale verso Montebibico.

## Storia
In località I Santi si trova un antico castello che fu spesso rivendicato da Spoleto, che ne detenne il possesso almeno fino al 1325, anno in cui i signori del paese (i Santi), si ribellarono alla curia della città ducale. La presenza di una sorgiva favorì insediamenti rurali in questa zona, anche se poi il nucleo originario del paese si spopolò per spostarsi più in basso (nella situazione attuale), quando si sa che nel 1602 vi abitavano già 24 famiglie.

## Monumenti e luoghi d'interesse
- Chiesa di S. Adriano (1712), dotata di sacrestia e pavimento in laterizio;
- Gola del fosso Maccaiano, ora asciutta, che sfocia nel torrente Serra.

## Galeria d'immagine

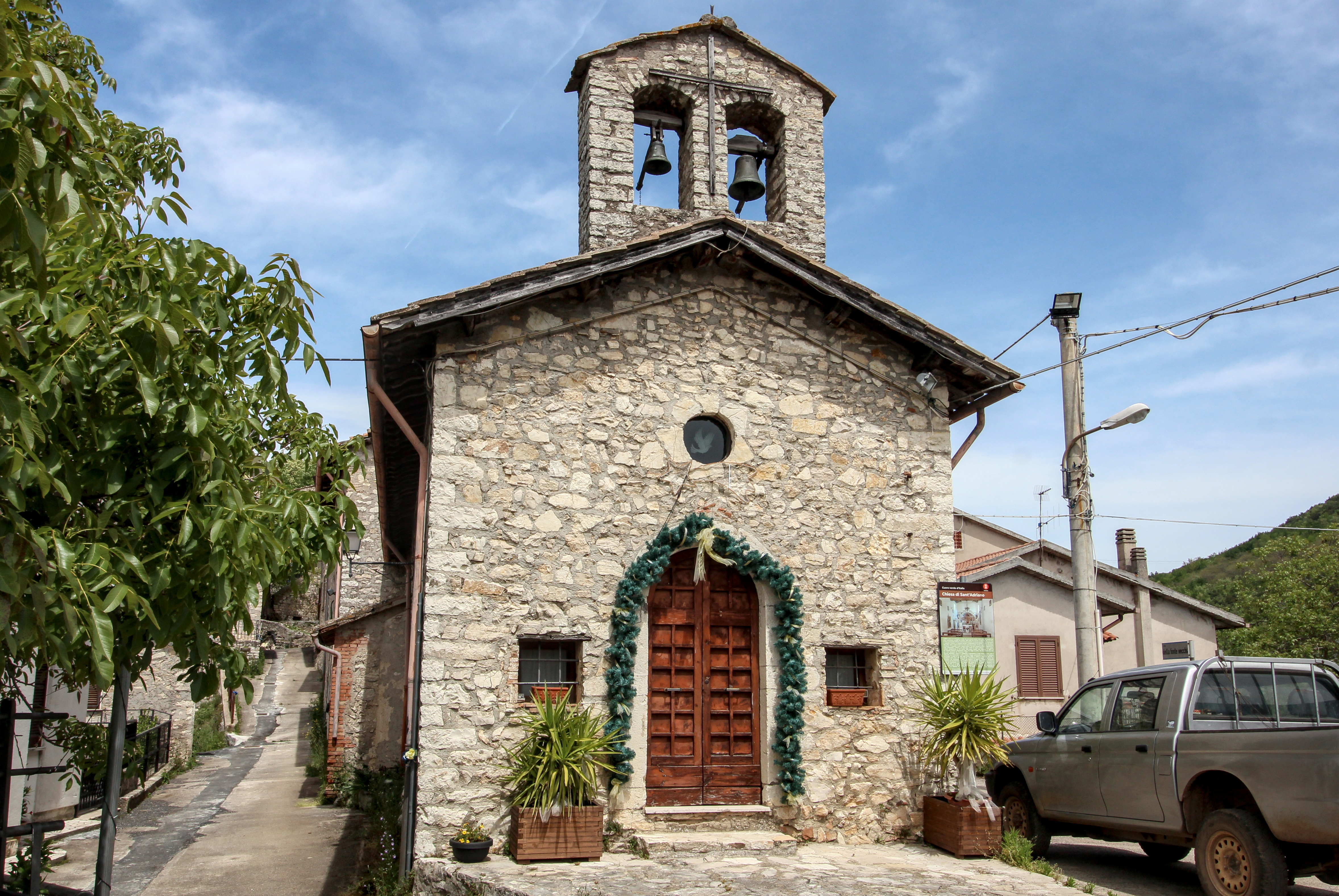
La chiesa di Sant’Adriano
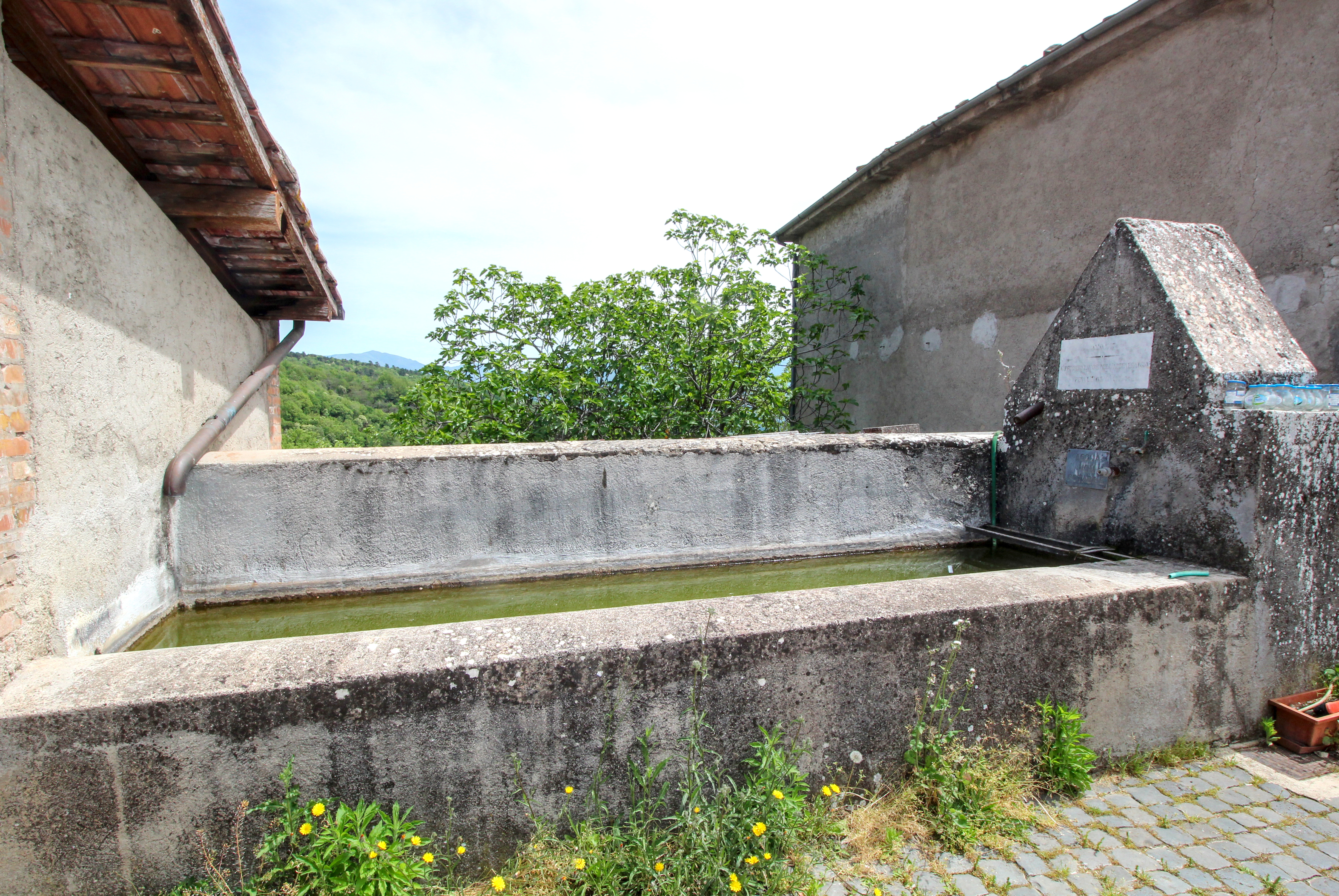
Il lavatoio

## Economia e manifestazioni
Alla fine di luglio vi si svolge la manifestazione Estate a Battiferro.

## Sport
- Trekking
- Mountain bike
- Torrentismo